# Mareike Vogel
Mareike Vogel (* 5. Juni 1986) ist eine ehemalige deutsche Handballspielerin, die in der Bundesliga spielte.

## Karriere
Mareike Vogel begann das Handballspielen beim TSV Eintracht Groß Grönau und schloss sich später dem VfL Bad Schwartau an. Im Jahre 2010 wechselte sie zum Zweitligisten TSV Nord Harrislee. Nachdem Vogel drei Jahre das Tor von Harrislee hütete, wechselte sie zum Zweitligisten SG 09 Kirchhof. Als Vogel am Saisonende 2013/14 mit Kirchhof in die 3. Liga abstieg, unterschrieb sie einen Vertrag beim Zweitligisten TSV Travemünde. Im Sommer 2015 wechselte sie zum Bundesligaaufsteiger SG Handball Rosengarten, die sich später in HL Buchholz 08-Rosengarten umbenannte. Ein Jahr später trat sie mit Rosengarten den Gang in die Zweitklassigkeit an. 2020 kehrte Vogel mit Rosengarten in die Bundesliga zurück, in der sich die Mannschaft zwei Jahre halten konnte. Nach der Saison 2022/23 beendet sie ihre Karriere.
Vogel ist seit ihrem Karriereende in Rosengarten als Torwarttrainerin tätig.